# Jacky Ravenel
Jacques „Jacky“ Ravenel (* 2. Dezember 1944 in Noyen-sur-Sarthe) ist ein ehemaliger französischer Autorennfahrer.

## Karriere als Rennfahrer
Jacky und sein 1943 geborener Bruder Jean-Louis waren in den 1970er-Jahren in Frankreich als die Ravenel Fréres bekannt. Die beiden hatten zwei weitere Brüder und eine Schwester. Ihr Vater betrieb ein Unternehmen, das Holzteile für Chalets herstellte. Er war auch Mitglied einer Jazz-Formation namens Sparks, die nichts mit der US-amerikanischen Rockband gleichen Namens zu tun hatte.
Jacky Ravenel war nicht so talentiert wie sein älterer Bruder und bestritt in erster Linie Rundstreckenrennen. Er war bei der Tour de France für Automobile, dem 24-Stunden-Rennen von Spa-Francorchamps und dem 24-Stunden-Rennen von Le Mans am Start. Das 24-Stunden-Rennen von Le Mans fuhr er dreimal, mit der besten Platzierung 1977, als er Gesamtvierzehnter wurde.

## Statistik

### Le-Mans-Ergebnisse
| Jahr | Team               | Fahrzeug               | Teamkollege        | Teamkollege       | Teamkollege     | Platzierung             | Ausfallgrund |
| ---- | ------------------ | ---------------------- | ------------------ | ----------------- | --------------- | ----------------------- | ------------ |
| 1976 | Jean-Louis Ravenel | BMW 3.0 CSL            | Jean-Louis Ravenel | Jean-Marie Détrin |                 | Rang 24 und Klassensieg |              |
| 1977 | Jean-Louis Ravenel | Porsche 911 Carrera RS | Jean-Louis Ravenel | Jean-Marie Détrin |                 | Rang 14                 |              |
| 1978 | Ravenel Fréres     | Porsche 934            | Jean-Louis Ravenel | Philippe Dagoreau | Willy Braillard | Ausfall                 | Benzinpumpe  |